# Рискин, Джессика
Джессика Рискин (англ. Jessica Riskin) — американский историк науки. Доктор философии (1995), именной профессор Стэнфорда. Лауреат Patrick Suppes Prize (2021) и J. Russell Major Prize (2003).
Указывала себя еврейской атеисткой.
Окончила Гарвард как бакалавр A.B. по истории и науке magna cum laude (1988). Докторскую степень по истории получила в Калифорнийском университете в Беркли. Затем в 1995-96 феллоу-постдок на кафедре истории Северо-Западного университета. В 1996-98 ассистент-профессор Университета штата Айова, также в 1997-98 феллоу-постдок в МИТ и приглашенный ученый в Гарварде на кафедре истории науки. В 1998—2001 ассистент-профессор МИТ. С 2001 ассистент-профессор на кафедре истории Стэнфорда, с 2007 ассоциированный профессор там же, с 2015 аналогично фул-профессор, с 2021 именной профессор (Frances and Charles Field Professor) истории Стэнфорда.
Ее интересуют европейская интеллектуальная и культурная история с семнадцатого по девятнадцатый век, история науки и техники, Старый режим и революционная Франция. Ее книга «Беспокойные часы» (Чикаго, 2016) была названа одной из самых влиятельных книг за последние 20 лет по версии Chronicle of Higher Education.
Автор Science in the Age of Sensibility: The Sentimental Empiricists of the French Enlightenment (University of Chicago Press, 2002) и The Restless Clock: A History of the Centuries-Long Debate over What Makes Living Things Tick (University of Chicago Press, 2016), редактор Genesis Redux: Essays in the History and Philosophy of Artificial Life (University of Chicago Press, 2007) и Nature Engaged: Science in Practice from the Renaissance to the Present (Palgrave Macmillan, 2012). Работает над книгой об истории эволюционной теории, посвященной жизни и карьере французского натуралиста Жана-Батиста Ламарка. Постоянный автор Aeon, Los Angeles Review of Books и New York Review of Books.
Есть дочь.